# Ціанокобаламін
Ціанокобаламі́н — найчастіша синтетична форма, що містить молекули вітаміну В12 (кобаламін), здатні бути конвертованими людським організмом в активні форми вітаміну В12. Ціанокобаламін не виробляється в організмі людини.

## Загальні відомості
Антианемічний вітамін, необхідний для нормального кровотворення. Відіграє важливу роль у використанні організмом амінокислот та фолацину, в утворенні холіну та нуклеїнових кислот, нормалізації жирового обміну в печінці.

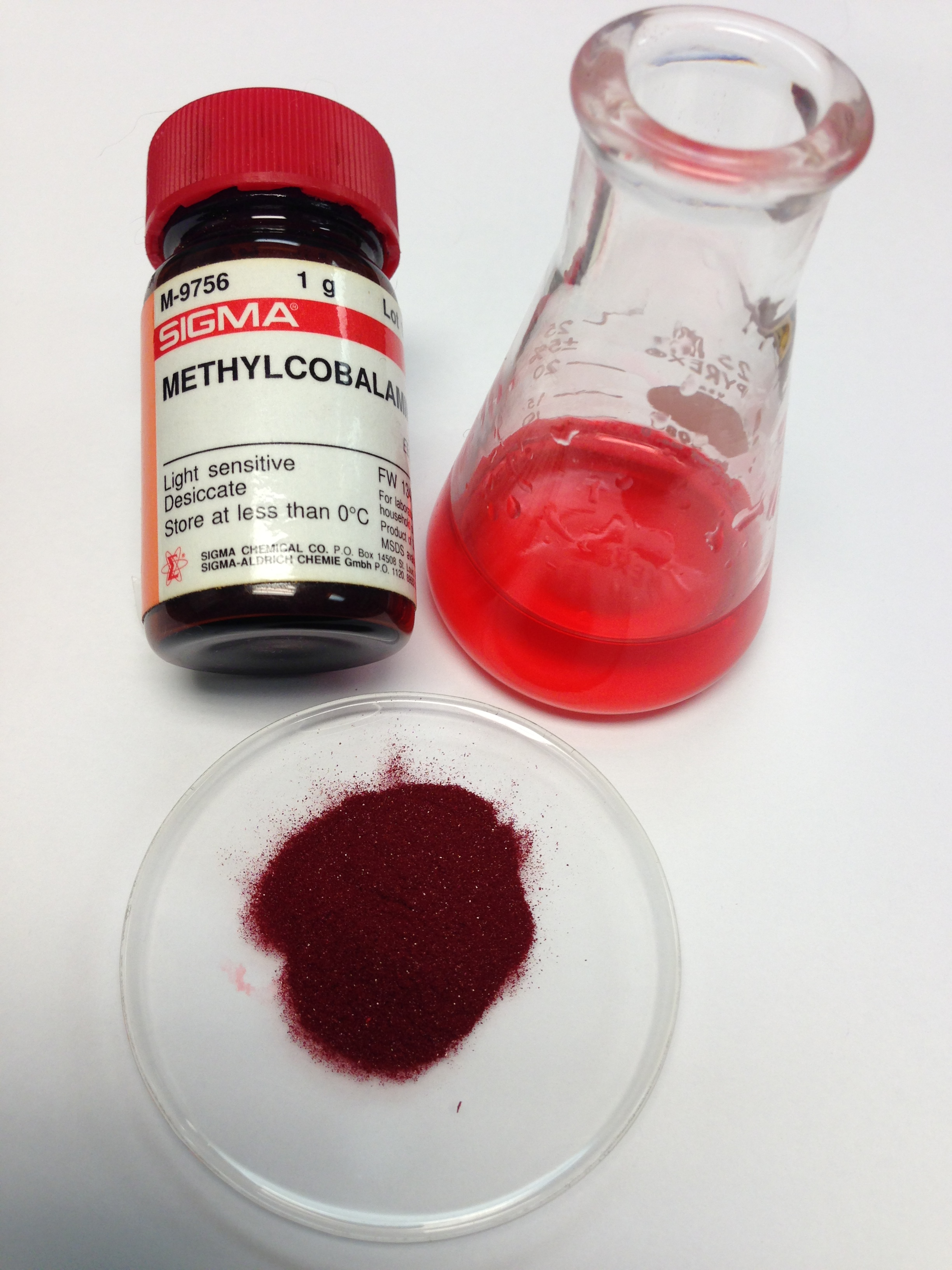
Метилкобаламін є однією з форм вітаміну В_{12}. Фізично він схожий на інші форми вітаміну В12, має вигляд темно-червоних кристалів, які вільно розчиняються до вишневого кольору у воді.

Добова потреба в ньому організму людини становить 3 мкг; вагітних і жінок, які годують немовлят груддю, — до 4 мкг. Синтез кобаламінів у природі здійснюється виключно мікроорганізмами. Тваринні і рослинні клітини такої властивості не мають. Ціанкобаламін відсутній в рослинній їжі. Основні харчові джерела вітаміну — печінка, м'ясо (у ньому кобаламіну в 20 разів менше, ніж у печінці), морепродукти (краби, лососеві, сардини), молоко, яйця. Ціанкобаламін всмоктується в кишечнику після сполучення в шлунку з так званим «внутрішнім фактором» і накопичується в печінці. Нестача ціанокобаламіну в організмі спостерігається при вживанні переважно рослинної їжі, а також у разі анацидного гастриту, резекції шлунка та кишечника, при тяжких формах ентероколіту та ін. У педантичних вегетаріанців, які виключають з їжі не лише м'ясні, але і молочні продукти, урешті-решт розвивається В12-дефіцитна анемія.

## Гіповітаміноз
Недостатність кобаламінів виникає внаслідок низького вмісту їх у їжі при вегетаріанській дієті і особливо — при голодуванні. Особливе значення має порушення всмоктування вітаміну при гастритах зі зниженою кислотністю (у випадках порушення утворення внутрішнього фактора Касла), оперативному видаленні шлунка або клубової кишки.
Гіповітаміноз виявляється злоякісною мегалобластичною анемією, або анемією Аддісона — Бірмера. Це захворювання залишалося смертельним до 1926 р., коли вперше для його лікування застосували сиру печінку. Аналогічне порушення кровотворної функції спостерігається при недостатності фолієвої кислоти. Крім цього, вражаються задні і бічні стовбури спинного мозку внаслідок порушення синтезу мієліну; дегенеративні зміни відмічаються також у ПНС і головному мозку. Неврологічна симптоматика зводиться до парестезій, відчуття оніміння кісток і стоп, нестійкості ходи, ослабленню пам'яті аж до сплутаності свідомості.

## Функції
- перетворення фолатів в активні форми;
- перетворення гомоцистеїна в метіонін;
- метаболізм жирів;
- синтез ДНК;
- синтез мієліну;
- антиоксидант (підтримує низький рівень глутатіона).

## Підвищена небезпека дефіцитних станів
- люди похилого віку;
- злоякісна анемія;
- атрофічний гастрит;
- вагітність і лактація;
- захворювання печінки;
- захворювання шлункового тракту: панкреатит, хвороба Крона, хронічна діарея (наприклад при СНІДі);
- зловживання алкогольними напоями;
- куріння;
- лікарські препарати: парааміносаліцилова кислота, колхіцин, неоміцин, метроформін, холестирамін.

## Наслідки дефіцитних станів
- погіршення клітинної реплікації веде до атрофії і запалення слизових оболонок шлунково-кишкового тракту, а це в свою чергу веде до зменшення абсорбції корисних речовин;
- анемія, супроводжується слабкістю, віддишкою;
- зниження продукції тромбоцитів може збільшити ймовірність розвитку внутрішніх кровотеч;
- порушення розвитку лейкоцитів знижує імунітет;
- дратівливість, погана пам'ять, збудження, психоз, депресія;
- оніміння і поколювання в руках і ступнях, втрата чутливості, нерівномірні рухи, погана мускулатурна координація, нерівна хода.